# Actors
Actors ist eine kanadische Post-Punk-/New-Wave-Gruppe aus Vancouver, British Columbia.

## Geschichte
Die Wurzeln der Band gehen zurück auf das Jahr 2012, wobei alle Mitglieder aus verschiedenen Stilrichtungen herkamen. Beim Festival Terminus in Calgary im August 2017 erhielten sie im Anschluss endlich ihren ersten Plattenvertrag beim Indie-Label Artoffact Records aus Toronto.
Jason Corbett, Leadsinger, Songschreiber und Produzent der Band betreibt sein eigenes Tonstudio Jacknife Sound, wo er seit 2002 bei seinen vorherigen Bandprojekten wie TV Heart Attack, Speed to Kill, Saddlesores und Leathers als Songschreiber und Produzent am Mischpult sitzt und am letzten Schliff feilt. In dieser Zeit hielt er sich finanziell mit Arbeit in der Gastronomie über Wasser. Für ihn zeichnet der musikalische Einfluss von David Bowie, Roxy Music oder Duran Duran verantwortlich für die Kreativität, gemischt mit Texten aus dem täglichen Lebensalltag und harmonischen Synthi-Refrains.
Die künstlerische Seite der Band ist die Grafik-Designerin Shannon Hemmett, welche im Studio einen Sequential Circuits Prophet-6 Synthesizer und auf der Bühne entweder Prophet Pro 2 oder Prophet Rev2 spielt. Letzterer ist stets bei den Touren in Aktion. Sie ist ebenfalls Lead-Sängerin bei der kanadischen Dark-Wave-Band Leathers, zusammen mit Jason Corbett als Produzent. Die Logos der Band Actors und Leathers stammen von ihr.
Adam Fink, der Schlagzeuger hat seit 2002 ebenfalls bei Bands wie Pepper Sands und Gang Signs mitgespielt, bevor er zu Actors dazu kam.
Jahmeel Russell, der Bassist, ist seit 1993 in der Szene recht aktiv und spielte bei den kanadischen Bands Swallowing Shit (1994–1997), Sparkmarker, Malefaction, Kittens (1993–2008), KEN mode, Hide Your Daughters (2002–2010), Projektor (1999–2007), Red Vienna (seit 2010), San Angelus (2013–2014). Ende 2020 stieg er bei den Actors aus und Kendall Wooding kam als zweite Frau zur Band und vervollständigte das aktuelle Quartett mit Bass und Begleitgesang.

## Stil
Post-Punk, Post-Punk-Pop, New Wave, Dark Wave.

## Diskografie
- 2012: Post Traumatic Love / Nightlife (Single, Northern Light Records)
- 2017: Reanimated (EP, Eigenveröffentlichung)
- 2018: It Will Come to You (Album, Artoffact Records)
- 2021: Acts of Worship (Album, Artoffact Records)